# Uncharted: Drake's Fortune
Uncharted: Drake's Fortune är ett actionäventyrspel till Playstation 3, utvecklat av spelföretaget Naughty Dog och utgivet av Sony Computer Entertainment. Det släpptes i december 2007. Det blev först utannonserat på E3 2006.
Spelet, som sågs som en viktig PS3-titel under semesterperioden 2007, fick ett mycket gott mottagande från många spelkritiker, där många berömde spelets tekniska presentation och dess höga produktionsvärde, som påminner mycket om en storsäljande film. Spelet såldes i mer än en miljon exemplar under dess tio veckor i marknaden och publicerades som en SCEE platinumversion den 1 augusti 2008 (ca 9 månader efter dess release).
Spelet är den första inom spelserien Uncharted. Spelet fick en uppföljare vid namn Uncharted 2: Among Thieves som gavs ut år 2009. En ytterligare uppföljare, vid namn Uncharted 3: Drake's Deception, gavs ut år 2011. Spelet släpptes till Playstation 4 i oktober 2015, ihop med dess två uppföljare som en del av Uncharted: The Nathan Drake Collection.

## Handling
Spelet inleds med att Nathan "Nate" Drake, en erfaren äventyrare, lyckas hämta upp en kista som en gång har tillhört den upptäcktsresande engelsmannen Francis Drake från havets botten med hjälp av inskrivna koordinater från hans ring, som han hävdar ha ärvt från Francis Drake. Han biträds av journalisten Elena Fisher, som är där för att registrera händelserna för en dokumentärfilm. Kistan innehåller dock inte hans kropp, utan hans privata dagbok som pekar på platsen där den mytomspunna guldstaden El Dorado finns, som Sir Francis försökte hitta. Dagboken berättar också att han fejkade sin död.
Efter att deras båt blir förstörd av ett gäng pirater som har spårat upp Nate anländer Victor "Sully" Sullivan, Nathans gamle vän, och räddar dem. Nate och Sully lämnar sedan Elena vid en hamn (då de var rädda för att hennes publicerade dokumentärfilm skulle locka till sig för många personer). De reser till en region i Amazonas där de hittar ruinerna av en gammal sydamerikansk civilisation, och finner några ledtrådar om El Dorado. De får reda på att El Dorado inte är en stad, utan i själva verket en stor guldstaty och att den togs bort för länge sedan. De söker vidare, och vid ett vattenfall på Amazonfloden upptäcker de till deras förvåning en stor, övergiven tysk ubåt med resterna av dess döda besättning. Nate ger Sully dagboken medan han undersöker den. Inne i den finner Nate dess döda besättning, en saknad sida ur Sir Francis Drakes dagbok och en karta som pekar på en sydtropisk ö, där statyn troligen finns.
Innan de ger sig av blir Nate och Sully uppvaktade av Gabriel Roman, en skattjägare som har anlitat ett flertal legosoldater till hans förfogande, ledda av Atoq Navarro, Romans löjtnant och arkeolog som har stora kunskaper om statyn. Det visas att Sully är skyldig Roman stora summor pengar, och han hade lovat Roman att betala honom med att ge honom El Dorado. Roman valde dock att leta efter skatten själv. De tar kartan från Nate och tänker döda honom, men Sully försöker ingripa och blir skjuten i stället. Nate angriper Navarro och i detta ögonblick råkar ubåten exploderas från en torped som Nate råkade sätta igång. Han använder distraktionen för att fly, och råkar stöta på Elena som hade följt efter dem från hamnen. De lyckas fly med Sullys flygplan och använder den för att komma till ön där statyn tros vara.
Efter att de har blivit nedskjutna i närheten av ön och separeras från varandra kommer Nate till en fästning där han hittar kartan och Elenas fallskärm, men inte henne. Han fortsätter in i fästningen, där han hittar ett meddelande från Sir Francis där det står att han har gått till fästningens torn. När han kommer fram till tornet blir han tillfångatagen av pirater, från början av spelet, som visade sig ledas av Eddy Raja, en gammal rival till Nate. Eddy kräver att Nate ska hjälpa honom att hitta skatten, men Nathan lyckas fly från Eddy och hans pirater tack vare Elena. Båda försöker ta sig igenom en stor, övergiven hamnstad och upptäcker i en loggbok i dess tullhus att statyn flyttades längre in i ön. Med hennes videokamera filmar Elena en förmodad död Sully, som arbetar för Roman och Navarro och får henne att tro att han är en förrädare. Nate blir övertygad om detta och ger sig av norrut, där de beslutar att följa efter Sully till ett kloster. Efter att de konfronterar honom förklarar Sully att dagboken som Nate gav honom blockerade kulan, och Sully övertygade Roman om att låta hjälpa honom. I själva verket hade Sully matat dem med värdelös information för att köpa sig tid.
Nate och Elena finner ett flertal labyrintliknande gångar under klostret. I dessa tunnlar tjuvlyssnar Nate på ett gräl mellan Roman, Navarro och Eddy. Roman har anställt Eddy för att fånga Nate och hålla ön under kontroll, och som belöning skulle han få en andel av El Dorado. Efter Nates flykt tvivlar Roman på Eddys förmåga att göra sitt jobb och struntar i hans vidskepliga påstående om att någon förbannelse på ön dödar hans män. Roman avvisar Eddy och hans piratgäng. Nate och Elena reser genom flera underjordiska tunnlar, och finner en passage som leder dem till ett stort skattvalv där de påträffar Sir Francis Drakes lik. Nate antar att han dog på ön för att söka efter skatten. Innan de går vidare möter de Eddy som springer för sitt liv, jagad av muterade människor som besitter en otrolig styrka och hastighet. Det visar sig att varelserna är spanska conquistadorer, och Eddy dödas av dem när de drar ner honom i en håla. Nathan och Elena flyr och befinner sig i en övergiven tysk bunker. Nathan ger sig ut ur bunkern för att återställa strömmen i den. Under sin vandring upptäcker han att tyskarna också hade försökt leta efter statyn under andra världskriget, men att de, liksom spanjorerna före dem, fick reda på att statyn var förbannad och att de muterade varelserna som Nate fick strida mot är i själva verket muterade tyska och spanska ättlingar. Sir Francis, som fick reda på statyns makt, försökte faktiskt hålla den isolerad från omvärlden genom att förstöra hans fartyg och översvämma hamnstaden innan han också blev dödad av mutanterna.
Nathan försöker att återvända till Elena, men finner henne tillfångatagen av Roman och Navarro. När Nathan följer efter dem återförenas han med Sullivan utanför klostret. Efter att ha slagit sig genom Romans styrkor, tillfångatas Nathan och Sullivan under vapenhot och förs till Roman, som har lyckats finna statyn. Navarro uppmanar Roman att öppna den, men när Roman andas in damm från den förruttnade El Dorado-mumien börjar han muteras. Roman attackerar Navarro, men lyckas skjutas ned av Navarro. Han planerar att stjäla statyn och sälja mutagenen som ett vapen. Navarro har då statyn och lyfter ut den med en helikopter medan hans legosoldater attackerades av mutanter. Nate hoppar på nätet som statyn är upphängd i och tas till Romans tankfartyg i närheten. De kraschlandar efter att Elena sparkar en legosoldat ut ur helikoptern, vars gevär får piloten dödad.
En sista kamp utbryter mellan Nathan och Navarro i en nävkamp och Nathan slår ner honom medvetslös. Nathan drar sedan den skadade Elena ut ur helikoptern. Navarro återfår medvetandet och tar fram ett hagelgevär. Elena varnar då Nathan, som knuffar ner helikoptern från tankfartyget. Repet som förbinder helikoptern till statyn trasslar ihop sig med Navarros ben och slänger ner honom och statyn till havets botten.
Elena lämnar tillbaka Nathans ring som han lämnade kvar. När de båda just ska till att kyssas avbryts de av Sullivan som just har rymt från ön i en liten motorbåt. I båten har han tagit med sig några lådor med skatter, som han hade hittat i en grotta. Elena påminner Nathan att han fortfarande är skyldig henne en story, eftersom hon råkat tappa sin videokamera. När båten seglar iväg mot horisonten försäkrar Nathan henne att han inte kommer att bryta sitt löfte.

## Rollista
| Röstskådespelare   | – Karaktär        |
| Nolan North        | – Nathan Drake    |
| Emily Rose         | – Elena Fisher    |
| Richard McGonagle  | – Victor Sullivan |
| Simon Templeman    | – Gabriel Roman   |
| Robin Atkin Downes | – Atoq Navarro    |
| James Sie          | – Eddy Raja       |

Övriga röster (Pirater / legosoldater / zombies)
- George Cheung
- Timothy Dang
- Michael Hagiwara
- Matthew Yang King
- Andrew Kishino
- Bruce Locke
- David Agranov
- Gregg Berger
- David Berón
- Jesse Corti
- Carlos Ferro
- Yuri Lowenthal
- Marco Rodríguez
- Damian Valencia
- Fred Tatasciore
- Steve Blum